# Tyson Chandler
Tyson Cleotis Chandler (* 2. Oktober 1982 in Hanford, Kalifornien) ist ein ehemaliger US-amerikanischer Basketballspieler, der von 2001 bis 2020 in der NBA aktiv war. Chandler ist 2,13 Meter groß und spielte auf der Position des Centers.
Chandler gewann unter anderem die NBA-Meisterschaft 2011 mit den Dallas Mavericks, den Defensive Player of the Year Award in der Saison 2012 und wurde 2013 zum All-Star gewählt.

## Karriere
Chandler spielte an der Dominguez High School in Compton, Kalifornien. Danach besuchte er nicht wie üblich ein College, sondern meldete sich direkt zur NBA Draft an.
Chandler wurde in der NBA Draft 2001 an zweiter Stelle von den Los Angeles Clippers gedraftet. Allerdings wurden seine Rechte (zusammen mit Brian Skinner) sofort an die Chicago Bulls im Tausch für Elton Brand abgegeben. Für die Bulls spielte er fünf Jahre lang (2001/02 bis 2005/06), bevor er am 14. Juli 2006 im Austausch für P. J. Brown und J. R. Smith zu den New Orleans Hornets geschickt wurde.
Am 18. Februar 2009 sollte er für Chris Wilcox und Joe Smith nach Oklahoma geschickt werden. Dieser Deal scheiterte aber an einer Zehenverletzung, die bei der sportmedizinischen Untersuchung in Oklahoma festgestellt wurde. Somit blieb er weiterhin für die New Orleans Hornets aktiv.
Im Juli 2009 wurde er im Tausch für Emeka Okafor zu den Charlotte Bobcats geschickt. Dort verbrachte er die Spielzeit 2009/10, bevor er im Juli 2010 erneut getradet wurde. Diesmal wurde er gegen Erick Dampier, Matt Carroll und Eduardo Najera zusammen mit seinem Teamkollegen Alexis Ajinca zu den Dallas Mavericks geschickt.
Mit den Mavericks gewann Chandler die NBA-Meisterschaft 2011. Er unterschrieb jedoch zur Saison 2011/12 keinen neuen Vertrag in Dallas, sondern wechselte zu den New York Knicks. Dort wurde er in seiner ersten Saison mit dem NBA Defensive Player of the Year Award als bester Defensivspieler der Liga ausgezeichnet und beendete dadurch die Serie von Dwight Howard mit drei Titeln in Folge. Während seiner zweiten Saison bei den Knicks wurde er in die Reserve der Eastern Conference im NBA All-Star Game 2013 gewählt. Im Heimspiel gegen die Golden State Warriors im Februar 2013 erzielte er mit 28 Rebounds einen neuen Karrierebestwert.
Zur Saison 2014/15 wurde Chandler, gemeinsam mit seinem Teamkollegen Raymond Felton, per Trade von den New York Knicks zurück zu den Dallas Mavericks transferiert. Im Gegenzug wechselten unter anderem Samuel Dalembert und José Calderón nach New York.
2015 verließ Chandler die Mavericks wieder. Er einigte sich am ersten Tag der Free Agency mit den Phoenix Suns aus Arizona auf einen Vertrag über vier Jahre in Höhe von 52 Millionen US-Dollar. Am 9. Juli 2015 unterzeichnete Chandler den neuen Vertrag bei den Suns.
Im November 2018 wechselte Chandler zu den Los Angeles Lakers, in der Saison darauf zu den Houston Rockets.

## Auszeichnungen und Erfolge
- Olympiasieger: 2012
- FIBA World Champion: 2010
- FIBA Americas Champion: 2007
- NBA Champion: 2011
- NBA Defensive Player of the Year Award: 2012
- NBA All-Star: 2013
- All-NBA Third Team: 2012
- NBA All-Defensive First Team: 2013
- NBA All-Defensive Second Team: 2011, 2012

## NBA-Statistiken
| Legende | Legende                                        | Legende | Legende                                                     | Legende | Legende                                          |
| ------- | ---------------------------------------------- | ------- | ----------------------------------------------------------- | ------- | ------------------------------------------------ |
| GP      | Absolvierte Spiele (Games played)              | GS      | Spiele von Beginn an (Games started)                        | MPG     | Absolvierte Minuten pro Spiel (Minutes per game) |
| FG %    | Wurfquote aus dem Feld (Field-goal percentage) | 3P %    | Wurfquote Drei-Punkte-Würfe (3-point field-goal percentage) | FT %    | Freiwurfquote (Free-throw percentage)            |
| RPG     | Rebounds pro Spiel (Rebounds per game)         | APG     | Assists pro Spiel (Assists per game)                        | SPG     | Steals pro Spiel (Steals per game)               |
| BPG     | Blocks pro Spiel (Blocks per game)             | PPG     | Punkte pro Spiel (Points per game)                          | FETT    | Karriere-Bestmarke                               |

### Regular Season
| Saison   | Team               | GP    | GS  | MPG  | FG % | 3P % | FT %  | RPG  | APG | SPG | BPG | PPG  |
| -------- | ------------------ | ----- | --- | ---- | ---- | ---- | ----- | ---- | --- | --- | --- | ---- |
| 2001–02  | Chicago            | 71    | 31  | 19.6 | .497 | .000 | .604  | 4.8  | 0.8 | 0.4 | 1.3 | 6.1  |
| 2002–03  | Chicago            | 75    | 68  | 24.4 | .531 | .000 | .608  | 6.9  | 1.0 | 0.5 | 1.4 | 9.2  |
| 2003–04  | Chicago            | 35    | 8   | 22.3 | .424 | .000 | .669  | 7.7  | 0.7 | 0.5 | 1.2 | 6.1  |
| 2004–05  | Chicago            | 80    | 10  | 27.4 | .494 | .000 | .673  | 9.7  | 0.8 | 0.9 | 1.8 | 8.0  |
| 2005–06  | Chicago            | 79    | 50  | 26.8 | .565 | .000 | .503  | 9.0  | 1.0 | 0.5 | 1.3 | 5.3  |
| 2006–07  | New Orleans        | 73    | 73  | 34.6 | .624 | .000 | .527  | 12.4 | 0.9 | 0.5 | 1.8 | 9.5  |
| 2007–08  | New Orleans        | 79    | 79  | 35.2 | .623 | .000 | .593  | 11.7 | 1.0 | 0.6 | 1.1 | 11.8 |
| 2008–09  | New Orleans        | 45    | 45  | 32.1 | .565 | .000 | .579  | 8.7  | 0.5 | 0.3 | 1.2 | 8.8  |
| 2009–10  | Charlotte          | 51    | 27  | 22.8 | .574 | .000 | .732  | 6.3  | 0.3 | 0.3 | 1.1 | 6.5  |
| 2010–11  | Dallas             | 74    | 74  | 27.8 | .654 | .000 | .732  | 9.4  | 0.4 | 0.5 | 1.1 | 10.1 |
| 2011–12  | New York           | 62    | 62  | 33.2 | .679 | .000 | .689  | 11.0 | 0.9 | 0.9 | 1.4 | 11.3 |
| 2012–13  | New York           | 66    | 66  | 32.8 | .638 | .000 | .694  | 10.7 | 0.9 | 0.6 | 1.1 | 10.4 |
| 2013–14  | New York           | 55    | 55  | 30.2 | .593 | .000 | .632  | 9.6  | 1.1 | 0.7 | 1.1 | 8.7  |
| 2014–15  | Dallas             | 75    | 75  | 30.5 | .666 | .000 | .720  | 11.5 | 1.1 | 0.6 | 1.2 | 10.3 |
| 2015–16  | Phoenix            | 66    | 60  | 24.5 | .583 | .000 | .620  | 8.7  | 1.0 | 0.5 | 0.7 | 7.2  |
| 2016–17  | Phoenix            | 47    | 46  | 27.6 | .671 | .000 | .734  | 11.5 | 0.6 | 0.7 | 0.5 | 8.4  |
| 2017–18  | Phoenix            | 46    | 46  | 25.0 | .647 | .000 | .617  | 9.1  | 1.2 | 0.3 | 0.6 | 6.5  |
| 2018–19  | Phoenix            | 7     | 0   | 12.7 | .667 | .000 | .556  | 5.6  | 0.9 | 0.3 | 0.1 | 3.7  |
| 2018–19  | Los Angeles Lakers | 48    | 6   | 16.4 | .609 | .000 | .594  | 5.6  | 0.6 | 0.4 | 0.5 | 3.1  |
| 2019–20  | Houston            | 26    | 5   | 8.4  | .778 | .000 | .462  | 2.5  | 0.2 | 0.2 | 0.3 | 1.3  |
| Gesamt   | Gesamt             | 1,160 | 886 | 27.3 | .597 | .000 | .644  | 9.0  | 0.8 | 0.5 | 1.2 | 8.2  |
| All-Star | All-Star           | 1     | 0   | 17.0 | .400 | .000 | 1.000 | 8.0  | 0.0 | 0.0 | 0.0 | 7.0  |

### Playoffs
| Saison   | Team        | GP | GS | MPG  | FG % | 3P % | FT % | RPG  | APG | SPG | BPG | PPG  |
| -------- | ----------- | -- | -- | ---- | ---- | ---- | ---- | ---- | --- | --- | --- | ---- |
| 2004–05  | Chicago     | 6  | 0  | 28.7 | .475 | .000 | .696 | 9.7  | 1.3 | 0.2 | 2.2 | 11.7 |
| 2005–06  | Chicago     | 6  | 0  | 17.3 | .667 | .000 | .300 | 4.5  | 0.5 | 0.3 | 0.3 | 1.8  |
| 2007–08  | New Orleans | 12 | 12 | 34.3 | .632 | .000 | .625 | 10.3 | 0.4 | 0.4 | 1.7 | 8.0  |
| 2008–09  | New Orleans | 4  | 4  | 23.5 | .500 | .000 | .500 | 5.3  | 0.5 | 0.5 | 0.3 | 3.8  |
| 2009–10  | Charlotte   | 4  | 0  | 15.0 | .545 | .000 | .667 | 2.5  | 0.5 | 0.5 | 0.8 | 3.5  |
| 2010–11† | Dallas      | 21 | 21 | 32.4 | .582 | .000 | .679 | 9.2  | 0.4 | 0.6 | 0.9 | 8.0  |
| 2011–12  | New York    | 5  | 5  | 33.4 | .440 | .000 | .600 | 9.0  | 0.8 | 1.4 | 1.4 | 6.2  |
| 2012–13  | New York    | 12 | 12 | 29.2 | .538 | .000 | .750 | 7.3  | 0.3 | 0.7 | 1.2 | 5.7  |
| 2014–15  | Dallas      | 5  | 5  | 32.0 | .655 | .000 | .500 | 10.8 | 0.2 | 0.6 | 1.2 | 10.2 |
| 2019–20  | Houston     | 1  | 0  | 0    | .000 | .000 | .000 | .000 | 0   | 0   | 0   | 0    |
| Gesamt   | Gesamt      | 76 | 59 | 28.9 | .566 | .000 | .628 | 8.1  | 0.5 | 0.6 | 1.1 | 6.9  |